# Crematogaster rogenhoferi
Crematogaster rogenhoferi är en myrart som beskrevs av Mayr 1879. Crematogaster rogenhoferi ingår i släktet Crematogaster och familjen myror.

## Underarter
Arten delas in i följande underarter:
- C. r. costulata
- C. r. fictrix
- C. r. flava
- C. r. lutea
- C. r. rogenhoferi

## Bildgalleri

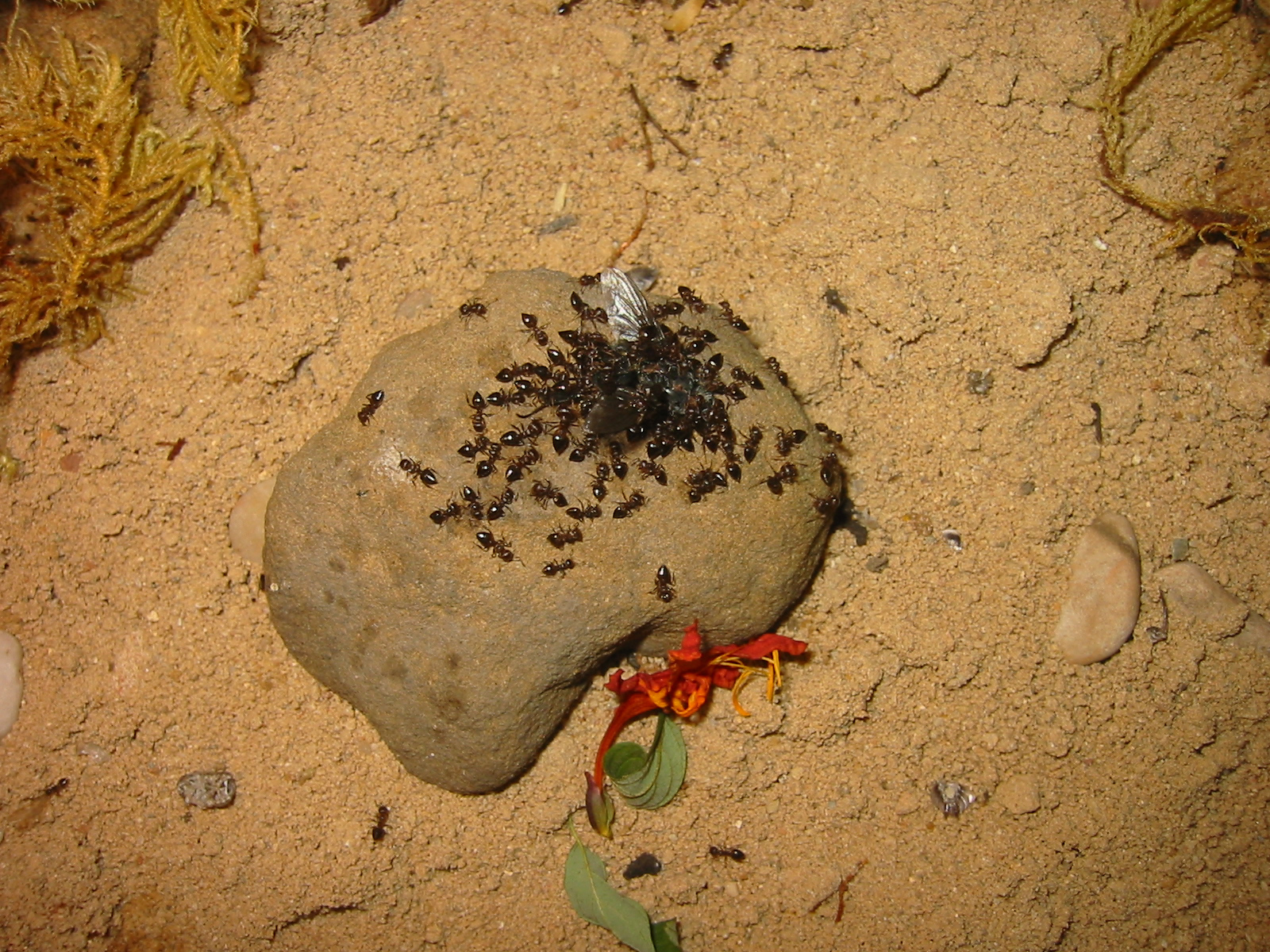